# Virkkalrivier
De Virkkalrivier (Zweeds: Virkkaljohka) is een bergrivier die stroomt in de Zweedse gemeente Kiruna. De rivier verzamelt haar water van diverse berghellingen en stroomt oostwaarts. Na ongeveer 10 kilometer mondt ze uit in het Råstojaure.
Afwatering: Virkkalrivier → Råstojaure → Råstrivier → Lainiorivier → Torne → Botnische Golf